# 1954–1955-ös norvég labdarúgó-bajnokság (első osztály)
Az 1954–1955-ös Hovedserien volt a 11. alkalommal megrendezett, legmagasabb szintű labdarúgó-bajnokság Norvégiában.
A címvédő a Fredrikstad volt. A szezont a Larvik Turn csapata nyerte, a bajnokság történetében másodjára.

## Tabellák

### A csoport
| Hely. | Csapat             | M  | Gy | D | V | G+ | G– | Gk  | P  | Továbbjutás vagy kiesés |
| ----- | ------------------ | -- | -- | - | - | -- | -- | --- | -- | ----------------------- |
| 1.    | Fredrikstad        | 14 | 7  | 5 | 2 | 43 | 24 | +19 | 19 | Továbbjutott a döntőbe  |
| 2.    | Viking             | 14 | 6  | 3 | 5 | 23 | 24 | −1  | 15 |                         |
| 3.    | Odd                | 14 | 6  | 3 | 5 | 20 | 25 | −5  | 15 |                         |
| 4.    | Vålerengen (F)     | 14 | 4  | 6 | 4 | 22 | 21 | +1  | 14 |                         |
| 5.    | Brann (F)          | 14 | 5  | 4 | 5 | 23 | 24 | −1  | 14 |                         |
| 6.    | Lillestrøm         | 14 | 6  | 2 | 6 | 27 | 30 | −3  | 14 |                         |
| 7.    | Fram Larvik (F, K) | 14 | 6  | 1 | 7 | 21 | 24 | −3  | 13 | Kiesett                 |
| 8.    | Sparta (K)         | 14 | 1  | 6 | 7 | 21 | 28 | −7  | 8  | Kiesett                 |

### B csoport
| Hely. | Csapat          | M  | Gy | D | V  | G+ | G– | Gk  | P  | Továbbjutás vagy kiesés |
| ----- | --------------- | -- | -- | - | -- | -- | -- | --- | -- | ----------------------- |
| 1.    | Larvik Turn (B) | 14 | 10 | 1 | 3  | 40 | 16 | +24 | 21 | Továbbjutott a döntőbe  |
| 2.    | Skeid           | 14 | 9  | 1 | 4  | 34 | 22 | +12 | 19 |                         |
| 3.    | Sandefjord      | 14 | 8  | 3 | 3  | 26 | 23 | +3  | 19 |                         |
| 4.    | Asker           | 14 | 7  | 2 | 5  | 27 | 20 | +7  | 16 |                         |
| 5.    | Sarpsborg       | 14 | 5  | 4 | 5  | 27 | 33 | −6  | 14 |                         |
| 6.    | Ranheim (F)     | 14 | 4  | 2 | 8  | 20 | 29 | −9  | 10 |                         |
| 7.    | Strømmen (K)    | 14 | 2  | 3 | 9  | 22 | 27 | −5  | 7  | Kiesett                 |
| 8.    | Freidig (K)     | 14 | 2  | 2 | 10 | 13 | 39 | −26 | 6  | Kiesett                 |

## Meccstáblázatok

### A csoport
| Hazai \ Vendég | SKB | FRA | FFK | LIL | ODD | SPA | VIF | VIK |
| -------------- | --- | --- | --- | --- | --- | --- | --- | --- |
| Brann          | —   | 2–1 | 2–4 | 2–0 | 0–1 | 2–1 | 3–1 | 1–1 |
| Fram Larvik    | 0–2 | —   | 1–3 | 2–4 | 3–1 | 1–0 | 0–0 | 2–0 |
| Fredrikstad    | 1–1 | 3–1 | —   | 6–3 | 4–1 | 1–1 | 2–4 | 5–1 |
| Lillestrøm     | 6–2 | 2–1 | 1–7 | —   | 4–1 | 0–0 | 0–2 | 1–0 |
| Odd            | 1–1 | 3–0 | 1–0 | 2–0 | —   | 3–2 | 1–1 | 1–3 |
| Sparta         | 4–3 | 3–4 | 3–3 | 1–3 | 1–1 | —   | 0–0 | 1–2 |
| Vålerengen     | 0–0 | 0–2 | 3–3 | 2–2 | 5–0 | 3–2 | —   | 1–2 |
| Viking         | 3–2 | 1–3 | 1–1 | 2–1 | 1–3 | 2–2 | 4–0 | —   |

### B csoport
| Hazai \ Vendég | ASK | FRE | LAR | RAN | SBK | SAR | SKD | STR |
| -------------- | --- | --- | --- | --- | --- | --- | --- | --- |
| Asker          | —   | 5–0 | 1–0 | 2–1 | 1–2 | 5–2 | 1–0 | 2–1 |
| Freidig        | 0–4 | —   | 1–7 | 1–0 | 2–3 | 2–5 | 1–3 | 0–1 |
| Larvik Turn    | 3–0 | 5–1 | —   | 1–0 | 5–0 | 1–1 | 3–0 | 3–1 |
| Ranheim        | 1–0 | 1–1 | 3–4 | —   | 1–1 | 5–1 | 1–7 | 3–2 |
| Sandefjord     | 3–1 | 2–1 | 0–2 | 1–0 | —   | 3–2 | 4–2 | 1–1 |
| Sarpsborg      | 3–1 | 0–0 | 3–2 | 3–2 | 1–1 | —   | 5–3 | 1–1 |
| Skeid          | 2–2 | 1–0 | 4–2 | 4–0 | 3–1 | 1–0 | —   | 3–2 |
| Strømmen       | 2–2 | 2–3 | 1–2 | 1–2 | 1–4 | 6–0 | 0–1 | —   |

## Döntő
- Larvik Turn 4–2 Fredrikstad